# El Centro
El Centro är en stad i sydöstligaste Kalifornien, USA, nära bl.a. gränsen till Mexiko samt västra halvklotets lägst belägna stad Calipatria.
El Centro, som är huvudort i Imperial County (och även huvudort i ett Metropolitan statistical area, vilket i detta fall utgör hela countyt), hade 37.835 invånare vid folkräkningen 2000. Den är därmed en av de största orterna i Imperial Valley, regionen öster om San Diego.
El Centro betyder "centrumet" på spanska. Huvudnäringar är handel, transporter och jordbruksrelaterad industri. I El Centro föddes sångerskan och skådespelerskan Cher.